# Список президентов ФИФА
Международная федерация футбола (фр. Fédération internationale de football association, сокр. FIFA, в русской транслитерации — ФИФА́) — главная футбольная организация, являющаяся крупнейшим международным руководящим органом в футболе. Штаб-квартира ФИФА находится в швейцарском городе Цюрихе. На данный момент президентом организации является Джанни Инфантино.
Первым президентом ФИФА был Робер Герен, который занимал данную должность с 23 мая 1904 по 4 июня 1906 год. За время его президентства к ФИФА присоединились восемь национальных футбольных ассоциаций.
На третьем конгрессе ФИФА 1906 года в столице Швейцарии Берне был избран второй президент организации. Им стал бывший член Футбольной ассоциации Англии Дэниел Вулфолл. Став президентом, он активно занимался распространением влияния ФИФА и расширением её географии. Вулфолл оставался президентом ФИФА до своей смерти в августе 1918 года.
Третьим президентом стал основатель парижского футбольного клуба «Ред стар» Жюль Риме. При нём начали проводиться мировые первенства по футболу.

## Список президентов
| № | Президент | Президент | Президент          | Вступил в должность | Покинул свой пост | Гражданство        | Прим. |
| - | --------- | --------- | ------------------ | ------------------- | ----------------- | ------------------ | ----- |
| 1 |           |           | Робер Герен        | 1904                | 1906              | Франция            | [ 1 ] |
| 2 |           |           | Дэниел Вулфолл     | 1906                | 1918†             | Англия             | [ 2 ] |
| 3 |           |           | Жюль Риме*         | 1921                | 1954†             | Франция            | [ 3 ] |
| 4 |           |           | Рудольф Селдрейерс | 1954                | 1955†             | Бельгия            |       |
| 5 |           |           | Артур Дрюри        | 1955                | 1961†             | Англия             |       |
| 6 |           |           | Стэнли Роуз *      | 1961                | 1974†             | Англия             |       |
| 7 |           |           | Жоао Авеланж*      | 1974                | 1998              | Бразилия           |       |
| 8 |           |           | Зепп Блаттер       | 1998                | 2015              | Швейцария          | [ 4 ] |
| 9 |           |           | Джанни Инфантино   | 2016                | —                 | Швейцария · Италия |       |

*Присвоено звание почетного президента FIFA, после истечении срока президентства.

†Умер в течение срока своего президентства.